# Antoine de Créquy
Pour les articles homonymes, voir Famille de Créquy et Créquy (homonymie).
Antoine de Créquy (ou de Créqui Canaples), cardinal de Saint-Tryphon, né le 17 juillet 1531 et mort le 20 juin 1574 à Amiens. Il fut conseiller du roi Charles IX.

## Biographie

### Une brillante carrière ecclésiastique
Fils de Jean VIII de Créquy, Antoine fut d'abord nommé évêque de Nantes en 1554. Il fut ensuite nommé à l'évêché d'Amiens en 1562 (ou 1564?) en remplacement du cardinal Nicolas de Pellevé.
Pendant son épiscopat, il fit reconstruire, en 1565, la maison de plaisance des évêques d'Amiens de Montières.
Le 10 juillet 1571, il donna la permission d'ériger en l'honneur de Saint Roch, une confrérie dans l'église paroissiale de la Trinité d'Eu (la chaussée d'Eu, doyenné de Gamaches).
Il était également abbé commendataire de l'abbaye Saint-Vaast de Moreuil, de l'abbaye de Selincourt (où il succède à son oncle François de Créquy) et de l'abbaye Saint-Martin-aux-Jumeaux d'Amiens.
Il fut abbé commendataire de l'abbaye de Sélincourt du jour de Pâques 1552 jusqu'à sa mort. Il fit restaurer les vitraux et embellir cette église. En 1570, il confia l'administration de l'abbaye à Nicolas de la Guiche. Une inscription placée dans l'église abbatiale relatait que « le cardinal Antoine de Créquy ayant fait transporter, la Sainte Larme en son hôtel épiscopal d'Amiens, fut fort étonné un jour de ne plus la voir dans le reliquaire « Il le tourna et retourna de tous côtés sans que rien apparaisse. Cela, continue un auteur contemporain, luy fit connaître que Dieu n'avoit pas agréable qu'elle fut enserrée dans son cabinet, mais dans le saint lieu où elle avoit toujours été honorée. Le reliquaire fut reporté à Selincourt par deux religieux la Sainte Larme reparut lorsqu'ils arrivèrent sur le terroir de l'abbaye ».
En 1565, il est créé cardinal-diacre de Saint-Tryphon par le pape Pie IV. Il est le seul cardinal à avoir jamais porté ce titre.
Son portrait peint à l'huile sur toile, se trouvait à la fin du XIXe siècle dans les collections de l'évêché d'Amiens .
Sa devise était : Prisca lux, dux certa salutis (l'ancienne lumière est le guide certain du salut). Cette devise se comprend quand on prend conscience qu'Antoine de Créquy vivait à l'époque du concile de Trente

### Conseiller du roi
Il fut conseiller du roi Charles IX et est fait chevalier de l'ordre de Saint-Michel par Henri II de France.
De passage à Vendôme en 1559, il gracie le jeune Bienheuré de Musset que Louis de Bourbon, avait fait condamner à mort .
À sa mort en 1574, Il est inhumé à l'abbaye Saint-Vaast de Moreuil.

## Pour approfondir